# Republican Movement of Aotearoa New Zealand
The Republican Movement of Aotearoa New Zealand ist eine politische Organisation und Bewegung in Neuseeland, die es sich zum Ziel gesetzt hat, die konstitutionelle Monarchie abzuschaffen und Neuseeland in eine Republik umzuformen. Die Organisation bezeichnet sich selbst als unparteiisch und bietet eine Plattform an, um sich an der Diskussion und an der Willensbildung zu dem Thema beteiligen zu können.

Logo der Republican Movement of Aotearoa New Zealand

Die Organisation ist nicht mit der Partei The Republic of New Zealand Party zu verwechseln, die zwar auch die Republik einführen möchte, aber als rechtskonservative Partei z. B. den Treaty of Waitangi und alle Institutionen der Regierung, die auf Ethnizität basieren, in Frage stellt.

## Ziele
Die Organisation hat sich dazu verpflichtet:
- alle Neuseeländer an der Republikdebatte zu beteiligen,
- relevante und zuverlässige Information zu liefern,
- auf die Idee und die Inhalte zu fokussieren und nicht auf Persönlichkeiten,
- einen Volksentscheid zu gewinnen, um die Republik einführen zu können.

Sie erklären dazu, dass zur Bildung einer Republik keine Änderungen am Treaty of Waitangi, an der neuseeländischen Flagge und der Mitgliedschaft im Commonwealth notwendig sind.

## Organisation
Die Organisation nennt sich offiziell The Republican Movement of Aotearoa New Zealand Incorporated, ist landesweit organisiert, kann lokal bezogene Untergliederungen haben und hat einen gewählten Präsident, der sich seit 2006 Chair (Vorsitzender) nennt. Vorsitzender ist seit Ende 2006 Lewis J. Holden.

## Geschichte
Im März 1994 erklärte sich der damalige Premierminister Jim Bolger öffentlich als Befürworter der Einführung eines republikanischen Systems in Neuseeland. Noch im selben Jahr, im August 1994 wurde The Republican Coalition of New Zealand von einer Gruppe von Studenten an der Victoria University in Wellington gegründet. Im Februar 1995 wurde dann die Organisation unter dem heutigen Namen als Gesellschaft eingetragen. Auf der konstituierenden Sitzung im August, wurde auch die Satzung der Organisation verabschiedet, die am 10. Juni 2004 zu ihrer jetzig noch gültigen Form geändert wurde.
Die Bewegung zur Einführung der Republik versteht sich auch als Unabhängigkeitsbewegung und führt alle einzelnen Schritte in der Geschichte Neuseelands auf, bei denen sich Neuseeland ein Stückchen mehr von Großbritannien losgesagt hatte und unabhängiger wurde. angefangen von 1835, als der französischstämmige Charles Philippe Hippolyte de Thierry am Hokianga Harbour die Unabhängigkeit ausrief, bis hin zum Head of State Referenda Bill, einem Volksentscheid der 14. Oktober 2009 von dem Grünen Parlamentarier Keith Locke initiiert und ins Neuseeländische Parlament zur Entscheidung eingebracht wurde.
Als Schirmherrin der Bewegung hatte sich 1996 die neuseeländische Schriftstellerin Keri Hulme, die mit ihrem Buch Unter dem Tagmond 1985 mit dem Booker Prize ausgezeichnet wurde, zur Verfügung gestellt. Als überzeugte Anhängerin einer Republik schrieb sie das Vorwort in dem The New Zealand Republic Handbook, welches am 24. August 2009 von Peter Dunne, dem ehemaligen Mitglied der New Zealand Labour Party und heutigem Präsident der United Future New Zealand veröffentlicht wurde. Der Tag war gut gewählt, den am 23. September 102 Jahre zuvor wurde Neuseeland zur Dominion erklärt.

## Stimmung in der Bevölkerung
Nach Angaben von Research New Zealand waren im November 2008 noch 42 % der befragten Neuseeländer für die Einführung einer Republik und 48 % waren dagegen. Bei der zwischen dem 16. und dem 25. Februar 2010 vorgenommenen Umfrage waren nur noch 32 % für die Republik und 53 % sprachen sich gegen eine Einführung aus. Interessant bei der Umfrage war, dass mehr Männer als Frauen sich für eine Republik aussprachen (38 % zu 28 %). Auch fand die Idee bei den jüngeren Menschen mehr Unterstützung als bei den Älteren (unter 35 Jahren 35 %, über 55 Jahren nur 29 %). Die Umfrage wurde mit 756 Personen über 15 Jahre vorgenommen.
Interessant war bei der Umfrage auch der Aspekt, dass nur einen Monat zuvor Prince William Neuseeland drei Tage lang einen offiziellen Besuch abgestattet hatte, mit militärischen Ehren empfangen wurde und in den Medien ausführlichst gewürdigt wurde. Eine Beeinflussung der Umfrage durch diesen Besuch wurde von dem Direktor von Research New Zealand, Emanuel Kalafatelis durchaus eingeräumt.